# Василевка (Ильинецкий район)
Василе́вка (укр. Василі́вка) — село на Украине, находится в Ильинецком районе Винницкой области.
Код КОАТУУ — 0521281203. Население по переписи 2001 года составляет 365 человек. Почтовый индекс — 22727. Телефонный код — 4345.
Занимает площадь 2,1 км².

## Адрес местного совета
22727, Винницкая область, Ильинецкий р-н, с. Василевка, ул. Ленина, 10